# Kework Sarojan
Kework (imię świeckie Arman Sarojan, ur. 1977 w Massis) – duchowny Apostolskiego Kościoła Ormiańskiego, od 2011 bishop pomocniczy Eczmiadzyna.

## Życiorys
Święcenia kapłańskie przyjął 14 stycznia 2001. Sakrę biskupią otrzymał 6 listopada 2011. Jest odpowiedzialny za instytucje edukacyjne Świętej Stolicy Eczmiadzyna.